# جواو أراجو
جواو أراجو (مواليد 20 أكتوبر 1985) هو سبّاح برتغالي، مثّل بلاده في الألعاب الأولمبية الصيفية 2004.

## روابط خارجية
جواو أراجو على موقع الاتحاد الدولي للسباحة (الإنجليزية)
- جواو أراجو على موقع أوليمبيديا (الإنجليزية)